# Свърталище на духове
„Свърталище на духове“ (на английски: The Haunting) е американски филм на ужасите от 1999 г. на режисьора Ян де Бонт, с участието на Лиам Нийсън, Катрин Зита-Джоунс, Оуен Уилсън и Лили Тейлър. Базиран на едноименния роман от 1959 г., написан от Шърли Джаксън, това е втората филмова адаптация на едноименния филм от 1963 г. Премиерата на филма се състои в САЩ на 23 юли 1999 г. и е разпространен от „Дриймуъркс Пикчърс“.

## Актьорски състав
| Актьор             | Роля                |
| ------------------ | ------------------- |
| Лили Тейлър        | Елинор „Нел“ Ванс   |
| Лиъм Нийсън        | доктор Дейвид Мароу |
| Катрин Зита-Джоунс | Тиодора („Тио“)     |
| Оуен Уилсън        | Люк Сандерсън       |
| Мариан Селдес      | Госпожа Дъдли       |
| Брус Дърн          | Господин Дъдли      |
| Аликс Коромзай     | Мери Ламбета        |
| Тод Фийлд          | Тод Хакет           |
| Вирджиния Мадсън   | Джейн Ванс          |
| Том Ъруин          | Лу                  |
| Чарлс Гънинг       | Хю Крейн            |

## Продукция

### Снимачен процес
Снимките започват на 30 ноември 1998 г. и приключват на 9 април 1999 г.

### Пост-продукция
След снимачния процес, визуалните ефекти на филма са завършени от Фил Типет, който преди осигуряваше ефектите на „Джурасик парк“ през 1993 г.

### Домашна употреба
Филмът е издаден на VHS и DVD от DreamWorks Home Entertainment на 23 ноември 1999 г. След придобиването на DreamWorks от Paramount Pictures, Paramount преиздава филма на DVD през октомври 2017 г.
През октомври 2020 г. Paramount пусна филма на Blu-ray диск, който включва ново 4K възстановяване под тяхната Blu-ray линия „Парамаунт представя“.